# 고무로촌 (시즈오카현)
고무로촌(일본어: 小室村)은 일본 시즈오카현의 동부, 가모군·다가타군에 속했던 촌이다. 현재의 이토시 중남부에 해당한다.

## 역사
- 1889년 4월 1일 - 정촌제 시행에 의해 가모군 고무로촌이 성립하였다.
- 1896년 4월 1일 - 고무로촌은 가모군에서 다카타군으로 이행되었다.
- 1947년 8월 10일 - 이토정과 합병해, 이토정이 시로 승격해 이토시가 성립하여, 동일 고무로촌은 폐지되었다.

## 교통

### 철도
현재는 이즈 급행선 가와나역이 위치해 있지만, 당시에는 미개업 상태였다. 

## 참고 문헌
- 角川日本地名大辞典編纂委員会,『角川日本地名大辞典 22 静岡県』, 角川書店, 1978年, ISBN 4040012208